# 한국영화박물관
한국영화박물관(Korean film museum)은 대한민국 서울특별시 마포구 월드컵북로 400 한국영상자료원 1층에 위치한 영화 박물관이다. 한국영화박물관은 2008년 5월 9일에 개관하였으며 별도의 관람료를 지불하지 않고도 이용이 가능하다.
한국영화박물관은 1900년대 초부터 시작된 한국영화의 100년 역사를 보여준다. 전시실에는 영화 필름 자료 약 2만3000여 점과 영화 소품·시나리오 등 비필름 자료 76만8000여 점이 전시되어 있다. 한국영상자료원이 40여 년간 수집해온 것이다.

## 전시[3]
- 2008년 '시대는 어떻게 연산을 기억하는가': 1961년 신상옥 감독의 <연산군>부터 2005년 이준익 감독의 <왕의 남자>까지 연산군을 다뤘던 영화 4편을 비교한다.
- 2008년 '사극의 공간 상상의 공간': 영화의 공간이 어떻게 구상되고 실현되는지를 <혈의 누>, <음란서생>, <스캔들-조선남녀상열지사> 등의 작품 도면을 통해 살펴보고, 특히 <스캔들-조선남녀상열지사>의 조씨 부인의 방의 재현하여 사극의 공간이 어떻게 완성되는가를 볼 수 있다.
- 2009년 '하길종 감독 30주기 추모 기획전': 하길종 감독의 일생과 그의 작품 <화분>(1972), <수절>(1974), <바보들의 행진>(1975), <여자를 찾습니다>(1976), <한네의 승천>(1977), <속 별들의 고향>(1978), <병태와 영자>(1979) 등을 돌아본다.
- 2009년 'ALL ABOUT MOVING IMAGES': 영상이라는 매체가 생기기 이전의 시청각 기구와 초기 영화 영상물을 통해 현재 영화의 모습이 어떻게 구체화되었는지 살펴본다.
- 2010년 '이탈리아 영화 오리지널 포스터전': 이탈리아 대사관, 주한 이탈리아 문하원, 이탈리아 ART-ZA와 공동으로 개최되었으며, 이탈리아 영화를 오리지널 포스터로 만나볼 수 있다.
- 2010년 '뱀파이어의 그림자': 실재와 실재하지 않는 세계의 경계선상에서 떠돌아 다니는 존재, 뱀파이어를 주제로 한 영화를 만나본다.
- 2010년 '마술과 같은 3D 입체 영화로의 초대': 입체영화의 세계를 100여 년 전 발명된 입체사진stereoscope부터 2000년대의 <아바타>, <토이스토리3>까지 그 역사와 기본원리를 들여다본다.
- 2011년 '한국영화 콘티뉴이티 특별전시': 영화의 사전연출이자 감독과 스태프 간의 의사소통을 위한 핵심적인 도구, 콘티뉴이티를 볼 수 있다.
- 2011년 '오토마타, 영화와 만나다': 기계장치의 회전운동을 재해석하고, 영화적 상상력을 표현한 조형물과의 다양한 링키지를 통해 오토마타와 영화가 만나는 문화체험 공간을 제시한다.
- 2012년 '행복한 상상 만화, 영화로 보다': 다양한 장르의 만화가 스크린으로 옮겨진 만화원작영화를 통해 스타들의 만화캐릭터 연기를 볼 수 있다. 만화가 실사 영화가 되는 상상이 이루어지는 과정을 직접 체험할 수 있다.
- 2012년 '한국영화와 함께 한 한국 영상자료원': 한국영상자료원이 지난 40년간 이뤄온 결과물을 관람하고, 아카이브가 어떤 곳이며 무슨 일을 하는 지 알 수 있는 전시이다.
- 2012년 '포스터 디자이너의 비밀작업실': 영화 포스터 디자이너들의 비밀 작업실을 엿보며 포스터가 어떻게 탄생하는지 관람해본다.
- 2013년 '영화 포스터 속 한국과 체코의 만남': 주한 체코 대사관, 주한 체코문화원과 공동으로 개최되었으며, 체코에서 아시아영화를 소개하는 FilmAsia 영화제 포스터와 한국에서 개봉한 체코영화 포스터가 나누어져 전시되었다.
- 2013년 '종이와 연필로 만든 애니메이션': 한국영화박물관 애니메이션 기획전의 첫 번째로, 가장 많이 사용되는 셀 애니메이션의 소개와 실제 작품속 원화 및 사진을 감상하면서 2D 애니메이션까지의 발전 경로를 살펴본다.
- 2014년 '귀신, 간첩, 할머니': 서울시립미술관과 한국영상자료원에서 동시에 열린 <미디어시티서울> 2014는 현대 아시아를 돌아보는 자리이다.
- 2014년 '한국영화 100선': 한국영화 대표작의 소개와 한국영화의 우수성을 알리기 위해 한국 장편영화 총 101편이 선정되었고, 그 중 유실된 12편을 제외한 총 89편의 영화포스터가 전시되었다.
- 2015년 '영화의 시간 A Time of Cinema': 이만희 감독 40주기를 기념하며 이만희 감독의 영화세계를 느껴보는 특별기획전시이다.
- 2015년 '영화의 마술, 프로덕션 디자인': 영화 <암살>의 영화 속 공간 스케치업 자료와 콘티뉴이티, 안옥윤(전지현)의 피 묻은 웨딩드레스 등 주요 배역의 의상과 안옥윤 암살 소총 등 소품 등을 전시하였고, 영화 속 일부 공간을 재현하여 프로덕션 디자인을 살펴볼 수 있다.
- 2016년 '녹성에서 씨네21까지': 한국 최초의 영화잡지부터 최근 잡지까지 시대별 잡지의 유형과 특색에 주목하여 지난 100년간의 한국영화사와 영화문화를 살펴본다.
- 2016년 '#추억의 외화 채플린, 죠스, 타이타닉': 한국영화 탄생 이전인 1900년대 초부터 영화문화와 대중들의 중요한 기억을 형성해온 외화의 수용사를 돌이켜보고, 추억으로 간직되었던 이미지들을 일깨워보기 위해 기획되었다.
- 2017년 '유현목: 현실과 영화 사이에서': 한국영화사상 가장 위대한 감독중 하나인 유현목 감독의 7주기를 기념하여, 그의 영화세계와 인생, 한국영화사적 의미를 돌아보기 위해 기획되었다.
- 2017년 '한국영화와 대중가요, 그 100년의 만남': ‘역사’, ‘인물’, ‘공간’이라는 키워드로 구성되었으며, 역사 섹션에서는 영화 <아리랑>(1926)을 통해 영화와 대중가요의 첫 만남과 한국 음악영화를 살펴본다. 인물 섹션은 일제시기부터 1980년대까지 노래하는 무비 스타들과 당대 최고의 가수들, 1990년대를 대표하는 멀티 엔터테이너 그리고 최근의 ‘연기돌’까지 영화와 대중음악의 역사를 인물을 통해 확인한다. 공간 섹션에서는 악극 무대, 록밴드 경연대회, 방송국, 음악카페 등 한국영화 속에 표현되어 있는 각 시기의 대중음악을 만나본다.
- 2017년 '시네아스트 김기영 20주기 기념전: 하녀의 계단을 오르다': 한국영화사의 가장 독창적인 감독 김기영의 영화세계를 조망하며 그의 20주기를 기념한다.
- 2018년 '한국영화박물관 소장품 특별전시 ‘옷, 영화를 입다’': '영화관 옆 박물관’ 캠페인을 통해 기증, 대여 된 의상과 소품을 관객들에게 선보이며, 영화관람과 영화 체험을 할 수 있는 기회이다.
- 2018년 '아름다운 생존: 한국여성영화감독 박남옥, 홍은원, 최은희, 황혜미, 이미례, 임순례': 한국영화사에 가장 중요한 챕터이지만 상대적으로 소홀하게 다루어진 여성영화인들, 특히 감독들에 초점을 맞추어 영화에 대한 집념과 분투 과정을 살펴본다.
- 2018년 '필름영사: 잃어버린 시간을 찾아서': 한국영상자료원이 2018년 수집한 소형 영사기를 전시하며 디지털 파일과 디지털 영사기에 자리를 내주고 있는 ‘필름 영사와 영사기’를 다시 꺼내본다.
- 2019년 '청춘 신성일, 전설이 되다.': 데뷔 이래 50여년간 514편의 영화에 출연하며 한국영화사상 가장 긴 톱스타 지위를 누린 배우 신성일을 살펴본다.
- 2019년 '나쁜 여자, 이상한 여자, 죽이는 여자': 한국영화 100년의 역사 속에서 ‘나쁜 여자’, ‘이상한 여자’로 불렸던 여성 캐릭터들에 대한 전시로써, 여성을 역동적으로 바라보는 계기가 되도록 기대하는 전시이다.
- 2019년 '금지된 상상 억압의 상처': 검열을 키워드로 한국영화의 역사를 조명하며, 영화인들에게 감사와 존경의 마음을 전하고 ‘창작의 자유’의 소중함을 되새긴다.

## 같이 보기
- 애관극장
- 단성사
- 한국 영화
- 대한민국 영화
- 서울특별시의 박물관과 미술관 목록
- 대한민국역사박물관